# Вільча (річка)
Вовча (пол. Wilcza)  — річка в Польщі, передгір'я ландшафтного Пейзажного парку Хелмі, права притока Качави (басейн Одри) довжиною близько 14,4 кілометрів.
Вовча витікає на захід від вершини Гуржич, тече на захід, протікає через села Помоцне i Кондратув. В середині своєї течії протікає вершиною Ястшебна на висоті (468 м над рівнем моря) і змінює напрямок на північно-західний який зберігається до її впадіння до Качави. У нижній течії, протікає між вершинами Трупень (481 м) і Д'яблак (391 м).